# Liste der Biografien/Verw
Liste der Biografien |
Portal Biografien |
Personensuche
# |
A |
B |
C |
D |
E |
F |
G |
H |
I |
J |
K |
L |
M |
N |
O |
P |
Q |
R |
S |
T |
U |
V |
W |
X |
Y |
Z |
?
 
Va |
Ve |
Vh |
Vi |
Vj |
Vl |
Vn |
Vo |
Vr |
Vs |
Vt |
Vu |
Vy
 
Vea |
Veb |
Vec |
Ved |
Vee |
Veg |
Veh |
Vei |
Vej |
Vek |
Vel |
Vem |
Ven |
Veo |
Veq |
Ver |
Ves |
Vet |
Veu |
Vev |
Vex |
Vey |
Vez
 
Vera |
Verb |
Verc |
Verd |
Vere |
Verf |
Verg |
Verh |
Veri |
Verj |
Verk |
Verl |
Verm |
Vern |
Vero |
Verp |
Verq |
Verr |
Vers |
Vert |
Veru |
Verv |
Verw |
Very |
Verz
Die Liste der Biografien führt alle Personen auf, die in der deutschsprachigen Wikipedia einen Artikel haben. Dieses ist eine Teilliste mit 30 Einträgen von Personen, deren Namen mit den Buchstaben „Verw“ beginnt.

## Verw

### Verwa
- Verwaayen, Ben (* 1952), niederländischer Geschäftsmann

### Verwe
- Verwee, Alfred (1838–1895), belgischer Maler und Radierer
- Verweij, Koen (* 1990), niederländischer Eisschnellläufer
- Verwer, Abraham de († 1650), holländischer Marinemaler
- Verwer, Justus de, holländischer Marinemaler
- Verwerich, Rebecca, deutsche Fernsehmoderatorin
- Verwey, Albert (1865–1937), niederländischer Schriftsteller
- Verwey, Anna (1935–1980), niederländische Textilkünstlerin
- Verwey, Evert (1905–1981), niederländischer Chemiker
- Verwey, Jan (* 1936), niederländischer Jazzmusiker (Mundharmonika)
- Verwey, Maarten (* 1970), niederländischer EU-Beamter
- Verwey, Roland (* 1981), deutscher Eishockeyspieler
- Verweyen, Alexander (* 1963), deutscher Sachbuchautor
- Verweyen, Hansjürgen (1936–2023), deutscher Hochschullehrer, Fundamentaltheologe
- Verweyen, Jana (* 1987), deutsche Laiendarstellerin
- Verweyen, Johannes Maria (1883–1945), deutscher Philosoph, Freimaurer und Theosoph
- Verweyen, Norbert (* 1950), deutscher Schwimmer
- Verweyen, Theodor (* 1937), deutscher Literaturwissenschaftler

### Verwi
- Verwiebe, Roland (* 1971), deutscher Soziologe und Professor
- Verwijlen, Bas (* 1983), niederländischer Degenfechter
- Verwilghen, Marc (* 1952), belgischer Politiker und Justizminister
- Verwilt, François († 1691), holländischer Maler
- Verwimp, Alphonse (1885–1964), belgischer Ordensgeistlicher und römisch-katholischer Bischof von Kisantu
- Verwimp, Timo (* 1981), deutscher Basketballspieler

### Verwo
- Verwoerd, Hendrik Frensch (1901–1966), südafrikanischer Soziologe und PolitikerHendrik Frensch Verwoerd (1901–1966)

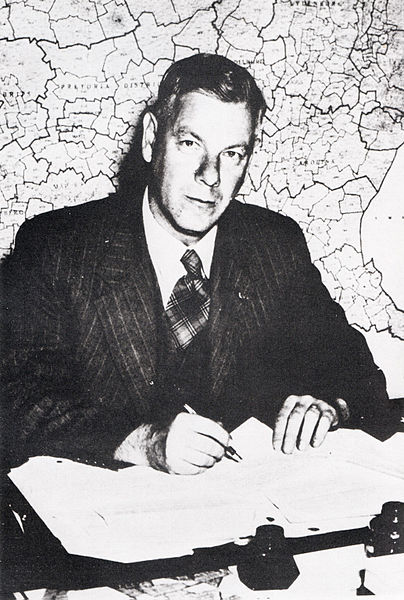
Hendrik Frensch Verwoerd (1901–1966)

- Verwoert, Elisabeth (1836–1905), niederländische Malerin und Zeichnerin
- Verworn, Hermann (1848–1926), deutscher Architekt und Baubeamter
- Verworn, Max (1863–1921), deutscher Physiologe
- Verworner, Christopher (* 1985), deutscher Dirigent und Komponist

### Verwu
- Verwüster, Dennis (* 1998), österreichischer Fußballspieler